# (200118) 1996 AG20
(200118) 1996 AG20 es un asteroide perteneciente al cinturón de asteroides, descubierto el 15 de enero de 1996 por el equipo del Spacewatch desde el Observatorio Nacional de Kitt Peak, Arizona, Estados Unidos.

## Designación y nombre
Designado provisionalmente como 1996 AG20.

## Características orbitales
1996 AG20 está situado a una distancia media del Sol de 2,294 ua, pudiendo alejarse hasta 2,599 ua y acercarse hasta 1,989 ua. Su excentricidad es 0,132 y la inclinación orbital 7,003 grados. Emplea 1269,54 días en completar una órbita alrededor del Sol.

## Características físicas
La magnitud absoluta de 1996 AG20 es 16,7.